# Herend
Herend est une ville et une commune du comitat de Veszprém en Hongrie.

## Économie
La ville est réputée dans toute la Hongrie pour sa porcelaine Herend.